# 18171 Романескує
18171 Романескує (18171 Romaneskue) — астероїд головного поясу, відкритий 24 серпня 2000 року.
Тіссеранів параметр щодо Юпітера — 3,513.